# Jurisdicția muncii
Reglementată in Titlul XII din Codul muncii (Legea nr. 53/2003) Jurisdicția muncii reprezintă competența unui judecător sau a unei instanțe judecătorești de a judeca și de a decide în privința unui litigiu. În domeniul relațiilor de muncă, jurisdicția muncii are ca obiect soluționarea conflictelor individuale și colective de muncă care apar cu ocazia încheierii, executării, modificării, suspendării și încetării contractelor individuale  sau colective de muncă.
Din analiza acestui articol rezultă că jurisdicția muncii privește doar două categorii de litigii: cele referitoare la încheierea, executarea, modificarea, suspendarea și încetarea contractelor individuale sau colective de muncă, precum și cele ce privesc raporturile dintre partenerii sociali deduse din reglementările privind dialogul social. Potrivit art. 1 din Legea nr. 62/2011 a dialogului social, lato sensu, conflictul de muncă este conflictul dintre angajați și angajatori privind interesele cu caracter economic, profesional sau social ori drepturile rezultate din desfășurarea raporturilor de muncă sau de serviciu.